# Lphant
Lphant è un programma peer-to-peer scritto in C# che ha la caratteristica peculiare di permettere la connessione su rete eDonkey e BitTorrent, con l'utilizzo anche di web cache. Con l'uscita della versione 3.50 è stata aggiunta anche la possibilità di connettersi alla rete Kademlia.
Per far funzionare correttamente il programma bisogna installare .NET Framework v2.0 per i sistemi Windows e Mono per i sistemi GNU/Linux e MacOS. Lphant contiene l'adware "WhenUSave" che, dalla versione 3.00, è possibile escludere durante l'installazione.
Lphant è il primo programma di file sharing che permette la condivisione di file in contemporanea dai torrent e dalle reti Edonkey e Kad. Lphant è il primo client multiprotocollo lato server, dove parti dello stesso file sono scaricate contemporaneamente con le 3 modalità precedenti.
Altri programmi peer-to-peer erano multiprotocollo lato client, nel senso che consentivano di scegliere, in maniera alternativa, se scaricare un file dai torrent, dalla rete Kad o dalla rete Edonkey, quella usata da eMule.
L'ultima versione di Lphant è la versione 3.51. Altre versioni con lo stesso nome e logo sono state sviluppate dalla società Discordia Ltd., ma modificando sostanzialmente le funzionalità del software iniziale, e sono state considerate "fake" (false) e volte a registrare l'attività degli utenti.

## Acquisizione di Lphant da parte di Discordia Ltd.
Nel 2008 Lphant è stato acquistato da una società contro la pirateria di nome "Discordia Ltd." che ha distribuito delle versioni differenti dalle originali, che si connettono a differenti reti controllate rispetto a quelle tradizionali p2p. Le versioni sviluppate dal 2008 sono la 4, la 5, la 6 e l'ultima pubblicata di recente, la 7. Queste versioni non hanno nulla a che fare con l'ultima versione definitiva di Lphant, ovvero la 3.51.
La società Discordia Ltd. ha anche acquisito il sito web di Lphant. Si tratterebbe di una possibile strategia da parte dei detentori di copyright per fermare e indebolire lo scambio di file p2p, come accadde con il sito di Shareaza nel 2008.
La pubblicità delle vecchie versioni del software Lphant chiede all'utente di aggiornare il programma alla nuova versione 4. L'utente visita il sito ufficiale di Lphant, in possesso della nuova società Discordia, e scarica un software che durante il processo di installazione cancella la versione precedente.

### Siti e board ufficiali
- (EN) Sito ufficiale acquisito da Discordia Ltd., su lphant.com. URL consultato il 27 novembre 2007 (archiviato dall'url originale il 6 febbraio 2008).
- (ES) Save Lphant, su savelphant.wordpress.com. Sito dove scaricare l'ultima versione di Lphant